# Лариса Лоре
Лариса Кукрицька Лисняк Лоре (9 серпня 1939 - 5 липня 2015) була американською актрисою українського походження. Вона працювала на Бродвеї та за його межами, а також на телебаченні у довготривалих ролях, таких як доктор Карен Вернер у "Лікарях" та в одному сезоні "Дороговказного світла" у ролі Сімон Морей. Найвідоміша її роль у кіно була у фільмі "Все ясно" у ролі Лісти. У 2013 році вона взяла на себе роль Павли у оригінальному серіалі Netflix "Помаранчевий - хіт сезону".
Лоре померла 5 липня 2015 року в Нью-Йорку.